# Кикан Рандал
Кикан Рандал (на английски: Kikkan Randall; род. 31 декември 1981) е американски ски бегачка, олимпийска шампионка от Пьонгчанг 2018, носителка на Световната купа в спринта през 2012 година.

## Кариера
Рандал дебютира за Световната купа през 2005 година, а през декември 2007 година печели и първата си победа в етап от Световната купа в спринта.
На Олимпиадата през 2002 в Солт Лейк Сити се състезава в: спринта – 44-то място, преследването – 60-о място.
На Олимпиадата в Торино 2006 завършва така: спринт – 9-о място, отборен спринт – 10-о място, 10 км класически стил – 53-то място, щафета – 14-о място.

## Успехи
Олимпийски игри
- Шампион (1): 2018

Световно първенства
- Шампион (1): 2013
- Сребърен медал (1): 2009
- Бронзов медал (1): 2017

## Класиране
Олимпийски игри
| Олимпиада           | Спринт | Отборно спринт | 10 км разделен старт | 7,5+7,5 км 30 км | 30 км масов-старт | Щафета 4 × 10 км |
| ------------------- | ------ | -------------- | -------------------- | ---------------- | ----------------- | ---------------- |
| 2002 Солт Лейк Сити | 44     | –              | –                    | –                | –                 | -                |
| 2006 Торино         | 9      | 10             | 14                   | –                | –                 | 14               |
| 2010 Ванкувър       | 8      | -              | –                    | –                | 23                | 11               |
| 2014 Сочи           | 18     | 8              | –                    | –                | 28                | 9                |
| 2018 Пьонгчанг      | –      | 1              | 16                   | 40               | –                 | 5                |